# Dicranota dicranotoides
Dicranota dicranotoides är en tvåvingeart som först beskrevs av Alexander 1924.  Dicranota dicranotoides ingår i släktet Dicranota och familjen hårögonharkrankar. Inga underarter finns listade i Catalogue of Life.